# Hervé Jean Robert Giraud
Hervé Jean Robert Giraud (Tournon-sur-Rhône, França, 26 de fevereiro de 1957) é um clérigo francês, arcebispo católico romano de Viviers.
Em 24 de setembro de 1985, Hervé Giraud recebeu o Sacramento da Ordem para a Diocese de Viviers do Bispo de Viviers, Jean Hermil.
Em 15 de abril de 2003, o Papa João Paulo II o nomeou Bispo Titular de Silli e Bispo Auxiliar de Lyon. O arcebispo de Lyon, Philippe Barbarin, consagrou-o bispo em 25 de maio do mesmo ano; Os co-consagradores foram o Bispo de Le Mans, Jacques Faivre, e o Bispo de Viviers, François Blondel.
Em 13 de novembro de 2007, o Papa Bento XVI o nomeou ao bispo coadjutor de Soissons. Hervé Giraud tornou-se Bispo de Soissons em 22 de fevereiro de 2008, sucedendo Marcel Herriot, que renunciou devido a doença.
O Papa Francisco o nomeou Arcebispo de Sens e Prelado da Mission de France em 5 de março de 2015. A inauguração ocorreu em 19 de abril do mesmo ano.
Em 13 de março de 2024, foi transferido para a Diocese de Viviers, mantendo sua dignidade arquiepiscopal.